# آي إن إس فيكراماديتيا
آي إن إس فيكراماديتيا هي حاملة طائرات تابعة للبحرية الهندية قامت بشرائها من روسيا، دخلت الخدمة في البحرية الهندية في 2013م.